# 澁谷武尊
澁谷 武尊（しぶや たける、2000年5月20日 - ）は、日本の元子役。セントラルグループ・セントラル子供タレントに所属していたが、父親の仕事の都合で香港に行くため引退した。血液型はAB型。2018年以降映像コンテンツ権利処理機構に登録された

## 出演

### テレビドラマ
- ほんとにあった怖い話 最後の買い物（2004年1月31日、フジテレビ）和夫（幼少） 役
- 柳生十兵衛七番勝負（2005年4月 - 5月、NHK総合テレビ）清太郎 役
- 土曜プレミアム特別企画 9.11（フジテレビ）杉山太一 役
- 契約結婚（2005年7月 - 9月、フジテレビ）稲垣俊太 役
- 愛の劇場 正しい恋愛のススメ（2005年、TBS）まもる 役
- 危険なアネキ 第9・10話（2005年12月12日・19日、フジテレビ）ヒロ 役
- 月曜ミステリー劇場 世直し公務員ザ・公証人6（2006年2月6日、TBS）田宮敬太 役
- 小早川伸木の恋 第8話（2006年2月16日、フジテレビ）拓海 役
- 西遊記（2006年、フジテレビ）
- 春、バーニーズで（2006年2月、WOWOW）筒井文樹 役
- クロサギ 第1話（2006年4月14日、TBS）松村一馬 役
- 連続テレビ小説 純情きらり（2006年4月 - 9月、NHK総合テレビ）杉亨（幼少） 役
- 鉄板少女アカネ!!（2006年、TBS）男の子 役
- 大河ドラマ 風林火山 第25回（2007年、NHK総合テレビ）寅王丸 役
- 華麗なる一族（2007年1月 - 3月、TBS）美馬宏 役
- 遠山の金さん 第2話（2007年1月23日、テレビ朝日）
- 花嫁とパパ 第1話（2007年4月10日、フジテレビ）小滝努 役
- 山田太郎ものがたり（2007年7月 - 10月、TBS）山田六生 役
- 暴れん坊ママ（2007年10月 - 12月、フジテレビ）川野佑樹 役
- 月曜ゴールデン ベビーシッターの危険な好奇心（2007年、TBS）南条要 役
- ラスト・フレンズ（2008年4月 - 7月、フジテレビ）樋口直也 役
- 裸の大将〜宮崎の鬼が笑うので〜（2008年5月24日、フジテレビ）矢部健一 役
- ロト6で3億2千万円当てた男（2008年7月 - 10月、テレビ朝日）吉村健太 役
- イノセント・ラヴ（2008年10月 - 12月、フジテレビ）勇 役
- RESCUE〜特別高度救助隊 第1話（2009年1月 - 3月、TBS）北島大地（幼少） 役
- 愛の劇場 ラブレター（2008年11月 - 2009年2月、TBS）岩村健太 役
- 特命係長 只野仁 第38話（2009年2月26日、テレビ朝日）阿部海斗 役
- 婚カツ!　第5話（2009年5月18日、フジテレビ）高倉真太郎 役
- オトメン（乙男）〜夏〜（2009年、フジテレビ）ゲン 役
- 救命病棟24時　第4話（2009年9月1日、フジテレビ）博明 役
- 東京DOGS（2009年、フジテレビ）高倉奏（幼少）役
- はじめ君のデジタルWOWOWのすすめ!（2009年、WOWOW）はじめ君 役
- 新春ドラマスペシャル 福助（2010年1月4日、東海テレビ・フジテレビ）五十嵐龍彦 役
- コード・ブルー -ドクターヘリ緊急救命- 2nd season 第9話（2010年3月8日、フジテレビ） - 青山一樹 役
- タンブリング（2010年）竹中悠太（幼少） 役
- 妖しき文豪怪談 第4回 後の日（2010年8月26日、NHK BShi）豹太郎 役
- 流れ星（2010年、フジテレビ）男の子 役
- 遺留捜査 最終話（2011年6月22日、テレビ朝日）横手裕太 役
- DOCTORS〜最強の名医〜 第7話・最終話（2011年12月8日/15日、テレビ朝日）八代光太郎 役
- もう誘拐なんてしない（2012年1月3日、フジテレビ）

### 映画
- バックダンサーズ!（2006年9月9日、ギャガ・コミュニケーションズ）翔太 役
- 大奥（2006年12月23日、東映）徳川家継 役
- ユリシス（2006年）
- 未来予想図 〜ア・イ・シ・テ・ルのサイン〜（2007年10月6日、松竹）井上光平 役
- 花より男子F（2008年6月28日、東宝）男の子 役
- 約束の地（2009年1月24日、エイベックス・エンタテインメント）木崎ケン 役
- Paradise Kiss パラダイス・キス (2011年6月4日、ワーナー・ブラザース映画) 徳森浩行 (幼少期) 役
- キラー・ヴァージンロード（2009年9月12日、東宝）景山ユウキ役
- ラビット・ホラー3D（2011年9月17日、ファントム・フィルム）今里大悟役
- 一命（2011年10月15日、松竹）千々岩求女（幼少）役
- 逆転裁判（2012年2月11日、東宝）成歩堂龍一（小学生時代）役

### CM
- 王子ネピア ドレミパンツ
- 日産自動車
- ファイザー製薬
- ケーヨーデイツー

### テレビアニメ
- ドラえもん（2008年6月27日、テレビ朝日）ジキム 役

## 作品・モデル

### ビデオ
- ベネッセ こどもちゃれんじ

### 雑誌
- ベネッセ こどもちゃれんじ ぽけっと
- 世界文化社 ワンダーブック

### 新聞広告
- CISCO